# 超特大バラエティー!!タケちゃんのFNS'97 こんな事で日本は熱く!ワクワク!燃えちゃったスペシャル!!
超特大バラエティー!!タケちゃんのFNS'97 こんな事で日本は熱く!ワクワク!燃えちゃったスペシャル!!（ちょうとくだいバラエティー タケちゃんのエフエヌエス97 こんなことでにほんはあつくワクワクもえちゃったスペシャル）は1997年12月31日にフジテレビ系列で放送されたバラエティ番組およびワイドショー。ビートたけしの冠番組。

## 概要
ビートたけしメインの年末特別番組。前年1996年の大晦日に放送した『北野・明石家の俺たちのワイドショー』の明石家さんまが外れ、代わりにたけしと度々共演している笑福亭鶴瓶やヒロミ等が1997年に起こった色々な出来事をベースにしたコントやトークで1年間を振り返るバラエティー番組。
この年たけしは北野武監督として第7作目の映画「HANA-BI」でヴェネツィア国際映画祭でグランプリとなる金獅子賞を受賞したが、当番組ではそれもネタの1つとして扱い映画持ち込みプロモーションコントを行った。
鶴瓶とのトークコーナーでたけしは、干支をモチーフとした「牛唐寅柄」という、以前同局で放送していた『タケちゃんの思わず笑ってしまいました』に登場した「犬田ワン」、「猫田ニャン」、「牛田モウ」の様なキャラで出演した。これらは後の『27時間テレビ』に出演する火薬田ドンを彷彿させる様なキャラクターだった。放送時間平均視聴率4.3%。

## 主なコーナー
- 今年の流行グッズ大検証!
- 市毛良枝の平成流行最前線
- FNS’97一番熱く!ワクワク!燃えちゃったニュース
- たけし・ヒロミの失楽園
- 小園道場 (当時若手芸人VSベテラン代表B&B+乱入ビートたけし)
- 映画持ち込みコント[4]
- 新人アイドルコント
- ゲームコント
- ファッションショーコント
- 市毛良枝のたまに行くならこんな店どんな店?　ほか

## 放送日時
1997年12月31日20:00〜23:00
- 20:00の『御家人斬九郎』（第3シリーズ）、20:54の『FNNレインボー発』、21:54と22:54の各局別ミニ番組[5]22:00の『タモリのネタでNIGHTフィーバー!』、23:00の『LIVE'97ニュースJAPAN』は、全て休止。21:00の『水曜劇場 成田離婚』は2週前の12月17日に既に終了。
- 19:00から開始しなかったのは、19:00 - 20:00に『SMAP×SMAP』の大晦日特番にして『ジャニーズカウントダウンライブ』の前身『SMAP×SMAP '97 - '98 カウントダウンスペシャル』（第1部）が編成されたため。なお当番組終了後は『スマスマ』SPの第2部を23:45 - 翌1998年1月1日0:45で放送した。

## 出演者
- ビートたけし
- 笑福亭鶴瓶
- ヒロミ
- ラサール石井
- B&B
- 小堺一機
- 市毛良枝
- 諸星和己
- 露木茂 (当時フジテレビアナウンサー)
- 山中秀樹 (当時フジテレビアナウンサー)
- たけし軍団
- 極楽とんぼ
- 小園道場 当時多数の若手芸人 ほか

## スタッフ
- 構成：大岩賞介、詩村博史　ほか
- 技術協力：ニユーテレス、FLT、D-Craft、IMAGICA、パッチワーク (小園道場ブロック)、O.C.B、4-Legs (小園道場ブロック)
- 美術協力：フジアール
- 企画協力：オフィス北野
- ディレクター：豊島浩行 (Ajito[6])、遠藤達也[7]、小藤浩一　ほか
- チーフディレクター：三宅恵介
- プロデューサー：加茂裕治
- 制作：フジテレビ第二制作部
- 制作著作：フジテレビ